# 西八木崎
西八木崎（にしやぎさき）は、埼玉県春日部市の町丁。現行行政地名は西八木崎一丁目から西八木崎三丁目。住居表示実施地区。郵便番号は344-0059。

## 地理
埼玉県の東部地域で、春日部市西部に位置する地区である。東側を粕壁や中央、南側を豊町、西側を新方袋、北側を南栄町や八木崎町と隣接する。地区内は市街化区域で、主に第一種住居地域に指定され、戸建ての住宅地となっている。地内の街路はやや入り組んでいる。生産緑地地区は二丁目に見られるが、他にも農地が点在する。南栄町との境界線上にはかつて古隅田川が流れていた。

## 歴史
- 2004年（平成16年）3月29日 - 住居表示が実施され、大字新方袋の一部（字上縄耕地の一部）より西八木崎一丁目が成立[8]。
- 2005年（平成17年）
  - 2月21日 - 住居表示が実施され、大字新方袋の一部（字上縄耕地の一部、字内耕地の一部、字宮川耕地の一部（三丁目のみ））より西八木崎二丁目・三丁目が成立[9][10]。
  - 10月1日 - 春日部市が北葛飾郡庄和町と合併し、新たな春日部市が発足、同市の町丁となる。

## 世帯数と人口
2024年（令和6年）1月1日現在の世帯数と人口は以下の通りである
| 丁目           | 世帯数  | 人口    |
| -------------- | ------- | ------- |
| 西八木崎一丁目 | 129世帯 | 310人   |
| 西八木崎二丁目 | 126世帯 | 266人   |
| 西八木崎三丁目 | 268世帯 | 568人   |
| 合計           | 523世帯 | 1,144人 |

## 小・中学校の学区
市立小・中学校に通う場合、学区は以下の通りとなる。
| 丁目           | 番地 | 小学校                 | 中学校               | 備考                                 |
| -------------- | ---- | ---------------------- | -------------------- | ------------------------------------ |
| 西八木崎一丁目 | 全域 | 春日部市立八木崎小学校 | 春日部市立豊春中学校 | 春日部市立春日部中学校への通学も可能 |
| 西八木崎二丁目 | 全域 | 春日部市立八木崎小学校 | 春日部市立豊春中学校 | 春日部市立春日部中学校への通学も可能 |
| 西八木崎三丁目 | 全域 | 春日部市立八木崎小学校 | 春日部市立豊春中学校 | 春日部市立春日部中学校への通学も可能 |

## 交通
地内に東武鉄道野田線（東武アーバンパークライン）が通るが、鉄道駅は設置されていない。最寄り駅は同線八木崎駅である。

### 道路
- 国道16号岩槻春日部バイパス
  - 西春日部陸橋
- 埼玉県道2号さいたま春日部線

### バス
朝日自動車杉戸営業所
春日部市コミュニティバス「春バス」
地区内を巡回する路線は何れも設定されていない。

## 施設

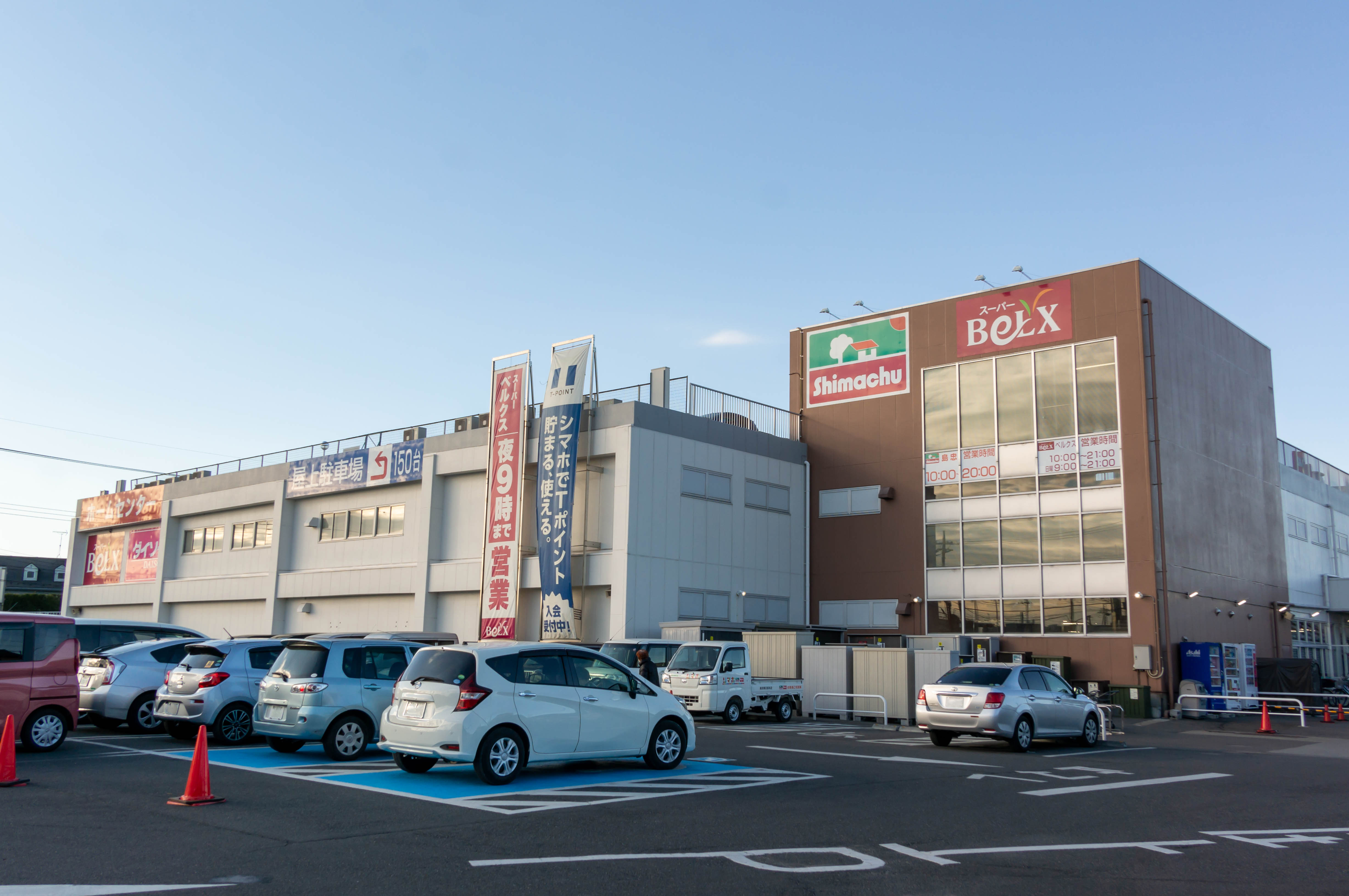
島忠 春日部本店

- 島忠春日部本店
- 新方袋東公園
- 新方袋第1公園
- 新方袋第4公園